# Gonzalo Cacicedo Verdú
Gonzalo Cacicedo Verdú (Cartagena, España, 21 de octubre de 1988), natural de La Manga del Mar Menor es un futbolista español. 

## Trayectoria
Gonzalo Verdú comenzó a jugar en la categoría alevín de la desaparecida AD La Manga, club asociado al Cartagonova FC. Más tarde pasó al CD Pozo Estrecho. Posteriormente pasó, durante 5 años, por diversos escalones de los equipos inferiores del Cartagena FC, que lo eran a su vez del FC Cartagena, debido a un acuerdo de filialidad. Así, llegó a jugar con el filial del FC Cartagena, que en ese momento era el Cartagena FC, en la temporada 2007-2008, además de hacer la pretemporada con el primer equipo.
Posteriormente recaló en el Pinatar Club de Fútbol,en la Tercera División murciana, donde disputó 30 partidos y marcó cuatro goles, quedándose a las puertas de disputar la fase de ascenso. Tras su paso por el conjunto pinatarense, en la campaña 2009/10, fichó por el Novelda Club de Fútbol, para jugar en el grupo VI de tercera división, desde donde llegó al Albacete Balompié, en cuyo segundo equipo alterna sus actuaciones con el primer equipo.
Su debut con el equipo profesional, sería contra el Xerez CD, aunque anteriormente fue convocado contra el Rayo Vallecano y estrenaría la titularidad con el equipo manchego el 30 de abril de 2011 frente precisamente a su club de origen el FC Cartagena, de la mano de su entrenador en el filial Mario Simón Matías.
En verano de 2011 llega al filial navarro, quien disputó 6 partidos en Segunda A con el Albacete la pasada temporada. En verano de 2013 ficha por el Sporting Clube de Goa indio, conjunto que terminó clasificado en sexto lugar el campeonato de la National Football League (India).
En 2014 firma con el Guadalajara, del grupo II de Segunda B, con el que ha jugado una treintena de partidos  y participó en  dos de eliminatorias de ascenso a Segunda ante Almería B y Huracán de Valencia. 
En julio de 2015 firma con el Fútbol Club Cartagena con el que jugaría durante dos temporadas. En la temporada 2016-17, el defensa murciano fue básico en el FC Cartagena con el disputó la fase de ascenso a Segunda División, y que cayó eliminado ante el FC Barcelona B.
En junio de 2017, el jugador decide no renovar por el club de su ciudad natal y firma con el Elche Club de Fútbol.
En la temporada 2017-18 consigue el ascenso a Segunda División con el Elche.
En la temporada 2018-19 se consolida en Segunda División como uno de los centrales titulares del Elche.
El 10 de julio de 2023, firma dos temporadas con el FC Cartagena de la Segunda División de España.
El 31 de enero de 2025, el club cartagenero hace oficial su salida del club tras estar toda la primera vuelta de la competición recuperándose de una lesión de rodilla.

## Clubes
| Club                      | País   | Año       |
| ------------------------- | ------ | --------- |
| Cartagena FC              | España | 2007-2008 |
| Pinatar Club de Fútbol    | España | 2008-2009 |
| Novelda Club de Fútbol    | España | 2009-2010 |
| Albacete Balompié B       | España | 2010-2011 |
| Albacete Balompié         | España | 2011      |
| Club Atlético Osasuna "B" | España | 2011-2012 |
| Orihuela Club de Fútbol   | España | 2012-2013 |
| Sporting Clube de Goa     | India  | 2013      |
| Córdoba CF "B"            | España | 2013-2014 |
| CD Guadalajara            | España | 2014-2015 |
| Fútbol Club Cartagena     | España | 2015-2017 |
| Elche CF                  | España | 2017-2023 |
| Fútbol Club Cartagena     | España | 2023-2025 |

## Palmarés

### Como futbolista

#### Otros logros
| Título                     | Club     | Sede   | Año     |
| -------------------------- | -------- | ------ | ------- |
| Ascenso a Segunda División | Elche CF | España | 2017-18 |
| Ascenso a Primera División | Elche CF | España | 2019-20 |